# Search for the New Land
Search for the New Land ist ein Jazzalbum von Lee Morgan. Es wurde am 15. Februar 1964 bei Rudy Van Gelder in Englewood Cliffs aufgenommen und erschien 1966 auf dem Label Blue Note Records.

## Das Album
Ted Gioia schreibt in seiner History of Jazz, dass Morgan die meiste Zeit seiner Karriere damit verbrachte, die Erfolgsformel von The Sidewinder zu wiederholen, „obwohl er in der Lage war, künstlerisch weniger Jukebox-kompatible Statements abzugeben, wie Search for the New Land“. Dieses Album, nur wenige Wochen nach seiner Erfolgs-LP The Sidewinder aufgenommen, verschwand zunächst im Archiv und dessen Veröffentlichung wurde zwei Jahre zurückgehalten, weil das Material kein funkiger Nachfolger für den Überraschungshit war. Es war eines der wenigen Produktionen Morgans, die „von den Groove-betonten Patterns des The Sidewinder-Musters“ abwich. So erforschte Morgan im Titelstück des Albums mit seinen Mitspielern, dem Gitarristen Grant Green, dem Pianisten Herbie Hancock, dem Tenorsaxophonisten Wayne Shorter, dem Bassisten Reggie Workman und dem Schlagzeuger Billy Higgins die modale Improvisation: Matt Leskovic beschrieb literarisch die Stimmung der Komposition:

„Wie zwei bewährte Seefahrer sinnen Morgan und Shorter voll Nostalgie über frühere Reisen, während ihr Schiff in der Rubato-Eröffnung über ansteigende Wellen aus Trillern und Becken rollt. Workman erspäht Land am entfernten Horizont und setzt tapfer den Kurs fort, indem er einen Unheil verkündenden Walzer-Groove anstimmt. Als die Rhythmusgruppe Dampf aufnimmt, singen Morgan und Shorter ihr gleiches Lied mit einer neu gefundenen Ausgelassenheit über die stetige Kraft ihrer Rhythmus-Mannschaft. Shorter wagt sich vorsichtig als erster und findet eine feste Basis, um durch alle Register seines Tenors zu jagen, und Morgan folgt ihm mit nachdenklichen und beschaulichen Grübeleien, jedoch immer noch im Blues verhaftet. Hancocks Comping ist bezwingend; man beachte seine nach einer zerbrochenen Schallplatte klingenden Wiederholungen, die mit Morgans Zurückzug in diesem Teil (6:00-6:10) kontrastieren und seine pulsierende Verbindung mit Higgins, die dem Trompeter Gelegenheit gibt, mit Polyrythmen zu experimentieren (6:20-6:30). Green hat ein swingendes Solo, bevor Hancocks derbe Blockakkorde die Gruppe zurück auf See führen und weiter zu den nächsten Unternehmungen.“

Nat Hentoff wies in den Liner Notes des Albums auf den „pastoralen Sinn für Raum und das Fehlen von Druck“ im Titelstück hin; hingegen sei das folgende The Joker aufgeschlossener, auch wenn hier eine „uneilige Atmosphäre herrscht.“ Mr. Kenyatta, das Morgan dem kenianischen Präsidenten Jomo Kenyatta widmete, demonstriere mit seiner staccatohaften Antriebskraft, dass Morgan nichts vom „schneidenden Reiz“ (incisive zest) verloren habe, den seine Musik immer ausgemacht hat. Hingegen sei Melancholee mit seinem „auf entwaffnende Weise einfachen Thema“ eine „Beschwörung des Jammers.“
Jeff McMillan sieht in seiner Lee Morgan-Biografie den Albumtitel programmatisch; er sei auf dem Höhepunkt der amerikanischen Bürgerrechtsbewegung geschrieben worden und das Attentat auf John F. Kennedy lag nur drei Monate zurück:

„Morgans New Land war das Land der Gleichheit, ein Land frei von Rassendiskriminierung. Morgan hatte nie zuvor seine Kunst in solch sozial progressivem, oder in diesem Kontext politischen Bezugsrahmen dargestellt.“

Zum Zeitpunkt der Aufnahmen wurde Lee Morgan erneut Mitglied von Art Blakeys Jazz Messengers (Free for All) und nahm erst wieder 1965 Platten unter eigenem Namen auf. Seine nächste Studiosession mit Jackie McLean und McCoy Tyner vom August 1964 wurde von Blue Note zurückgehalten und erschien erst 1980 unter dem Titel Tom Cat.

## Titelliste
Lee Morgan: Search for the New Land. (Blue Note BLP 4169/BST 84169, CDP 7 84169-2)
1. Search for the New Land – 15:45
2. The Joker – 5:04
3. Mr. Kenyatta – 8:43
4. Melancholee – 6:14
5. Morgan the Pirate – 6:30

Alle Kompositionen stammen von Lee Morgan.

## Rezeption
Kenny Mathieson hielt Search for the New Land für Morgans bestes Album, auch wenn es nie die „totemistische Bedeutung“ (totemic significance) seines Vorgängers erreicht habe. Die Musiker seien hier erheblich experimenteller eingestellt als üblich, nicht nur mit den Verbindungen zu Hardbop und Soul-Jazz in der Person Grant Greens, sondern mit Wayne Shorter und Herbie Hancock in den modalen Ausrichtungen des Jazz, wie sie Miles Davis und John Coltrane verkörperten, als auch mit Reggie Workman und Billy Higgins in Richtung des New Thing, inspiriert von Coltrane und Ornette Coleman. Das Titelstück ist „eine erforschende Reise durch sich verändernde Stimmungen und Alternierung zwischen dunkel und hell, mit Shorters und Morgans besinnlichem Gang durch lange Soli“. Gitarrist Green schafft hier eine heiterere Stimmung, aber Hancock bringt die Musik zur introspektiven Grundstimmung zurück, bevor der End-Chorus erfolgt. Ein weiterer herausragendes Titel sei Mr. Kenyatta; abgerundet werde das Album durch zwei etwas weniger Aufmerksamkeit absorbierende Titel, Melancholee und Morgan the Pirate. Lediglich The Joker sei die einzige von Morgans Kompositionen dieses Albums, das in der Manier von The Sidewinder konstruiert sei.
Scott Yanow vergab an das Album in AllMusic die Höchstbewertung von fünf Sternen und hielt es für eines der großartigsten von Lee Morgan. Die fünf Kompositionen des Trompeters verdienten es, „zu neuem Leben erweckt“ zu werden. Die Musiker um Lee Morgan seien alle in besonders kreativer Form und erweitern die Grenzen des Hardbop, des modernen Mainstream Jazz dieser Periode. Das Resultat ist „ein durchweg stimulierender Set, der wiederholtes Hören lohnt“. Auch Matt Leskovic ist der Meinung, dass Morgan mit Search for the New Land den Höhepunkt seiner Karriere erreicht habe, sowohl was die Ausweitung des Umfangs seiner Kompositionen angehe als auch hinsichtlich der Tiefe seiner Improvisationen.
Richard Cook und Brian Morton zeichnen das Album in The Penguin Guide to Jazz mit der Höchstnote von vier Sternen aus und nannten es einleitend „die Ausnahme. Im Gegensatz zu Morgans Output nach 1962, der ziemlich formelhaft ausfällt, war Search eine musikalische wie auch programmatische Erkundung.“ Die Anwesenheit Wayne Shorters und Herbie Hancock garantiere „ein Maß an lyrischer Unvorhersehbarkeit“, das sich schon unmittelbar im Titelstück anzeige. Auch wenn The Joker zunächst wie ein Titel in Machart von The Sidewinder erscheine, sei dies ein „düster-verspielter, fast trügerischer Einfall“. Das gewichtige Mr. Kenyatta zeige eine der (damals) denkbaren Entwicklungen in Morgans Musik an, während Melancholee und Morgan the Pirate „eher Titel von der Stange“ sein. Insgesamt sei Search for the New Land eine ausgezeichnete, gesuchte Platte, und es sei bedauerlich, dass es – abgesehen von The Gigolo (1965) – nicht mehr davon gäbe.